# Krabbelaar

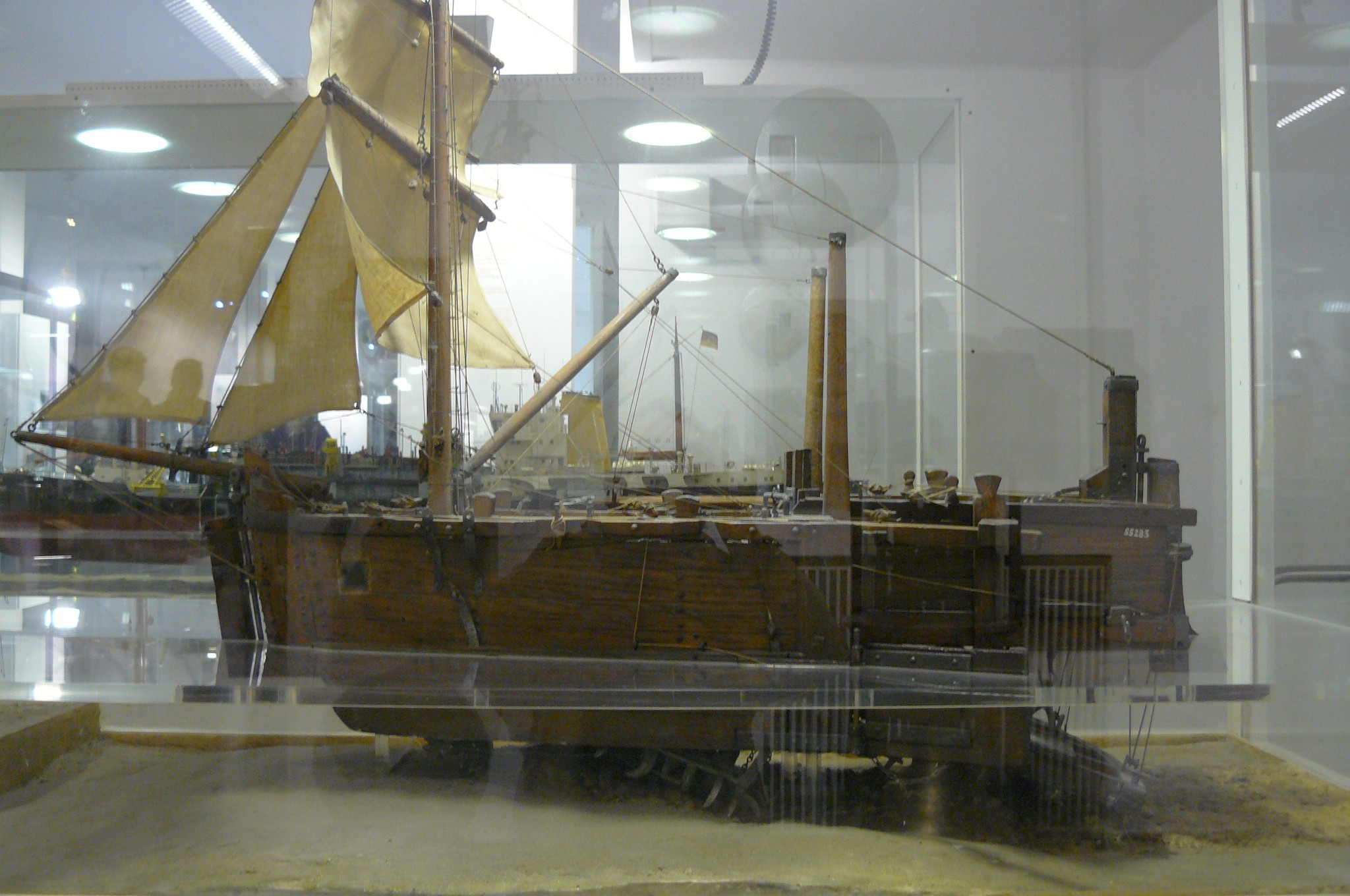
Zijzicht krabbelaar uit ca 1700

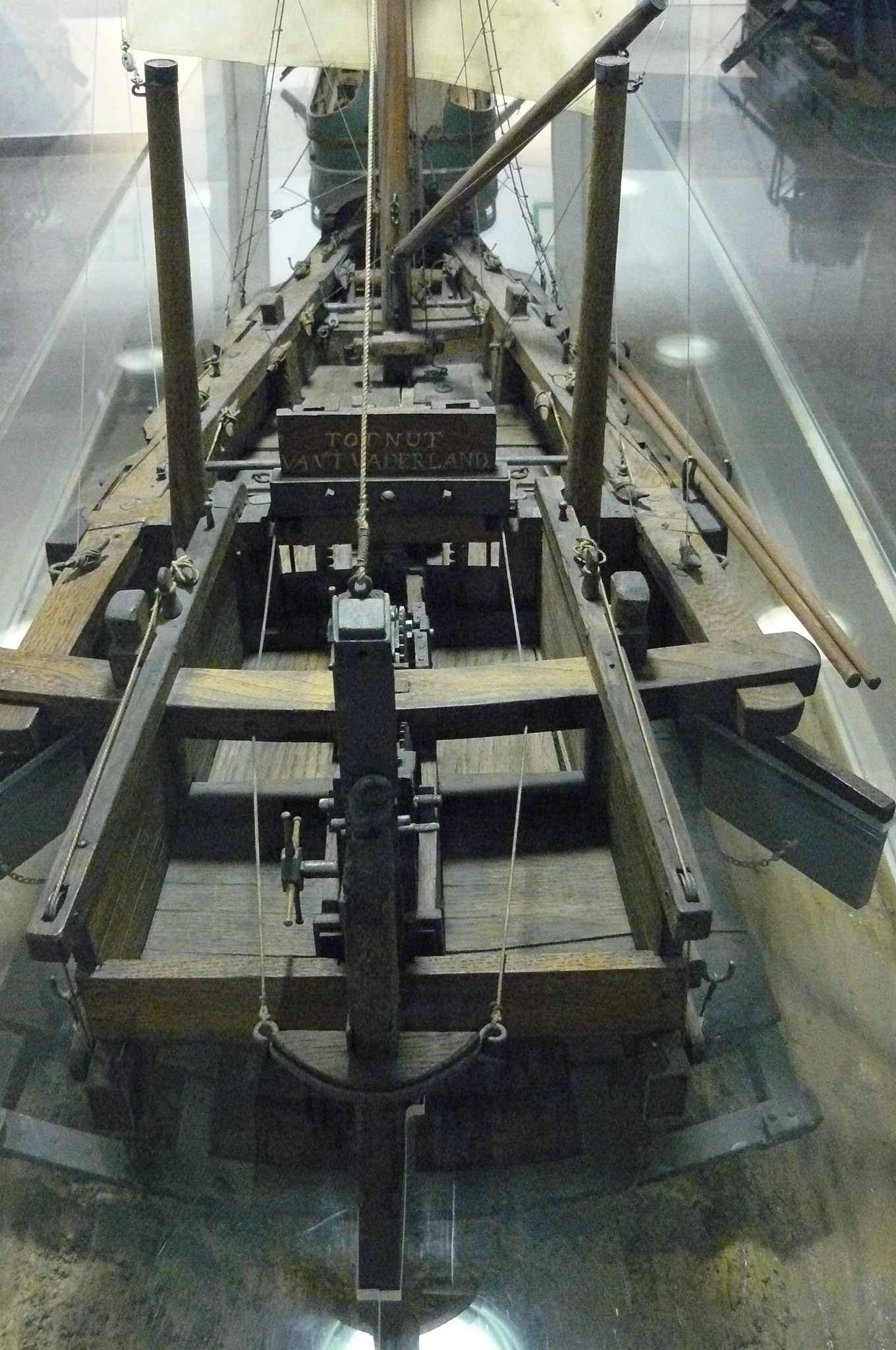
achterdek krabbelaar

Een krabbelaar of mol was een zeilschip met platte bodem dat gebruikt werd om zeehavens op diepte te houden of zandbanken en andere ondiepten in vaarwegen te verwijderen. Aan de platte bodem waren haken bevestigd die de grond onder het schip loswoelden. De platte bodem scharnierde en men kon deze met behulp van kabels laten zakken om de diepgang te verbeteren. Het losgewoelde materiaal werd door de ebstroom afgevoerd.
Krabbelaars werden in de 15e eeuw al in Zeeland gebruikt. Voorwaarde voor succesvol krabben was een groot verschil tussen eb en vloed. Men manoeuvreerde het schip bij halftij voor de sluizen op of bij de ondiepten. Het water dat terugstroomde naar zee bewoog de krabbelaar voort. Deze kreeg extra vaart door de opvallend brede achterkant en het gebruik van zeilen. Met een soort eg schraapte men de bodem los en de stroming voerde het slib en het zand naar zee. Zo diepte men de vaargeul uit.
Voor de beschrijving van een in Noordwest-Duitsland gebruikt vaartuig met dezelfde functie (modderboot) zie onder Hooksiel. 